# Banyils
Banyils és una masia situada al municipi de Sales de Llierca, a la comarca catalana de la Garrotxa.